# D909 (Haute-Loire)
De D909 is een departementale weg in het Midden-Franse departement Haute-Loire. De weg loopt van de grens met Puy-de-Dôme via Lempdes-sur-Allagnon en Grenier-Montgon naar de grens met Cantal. In Puy-de-Dôme loopt de weg als D909 verder naar Issoire en Clermont-Ferrand. In Cantal loopt de weg verder als D909 naar Saint-Flour en Béziers.

## Geschiedenis
Oorspronkelijk was de D909 onderdeel van de N9. In 2006 werd de weg overgedragen aan het departement Haute-Loire, omdat de weg geen belang meer had voor het doorgaande verkeer vanwege de parallelle autosnelweg A75. De weg is toen omgenummerd tot D909.